# Sandra Brito Pereira

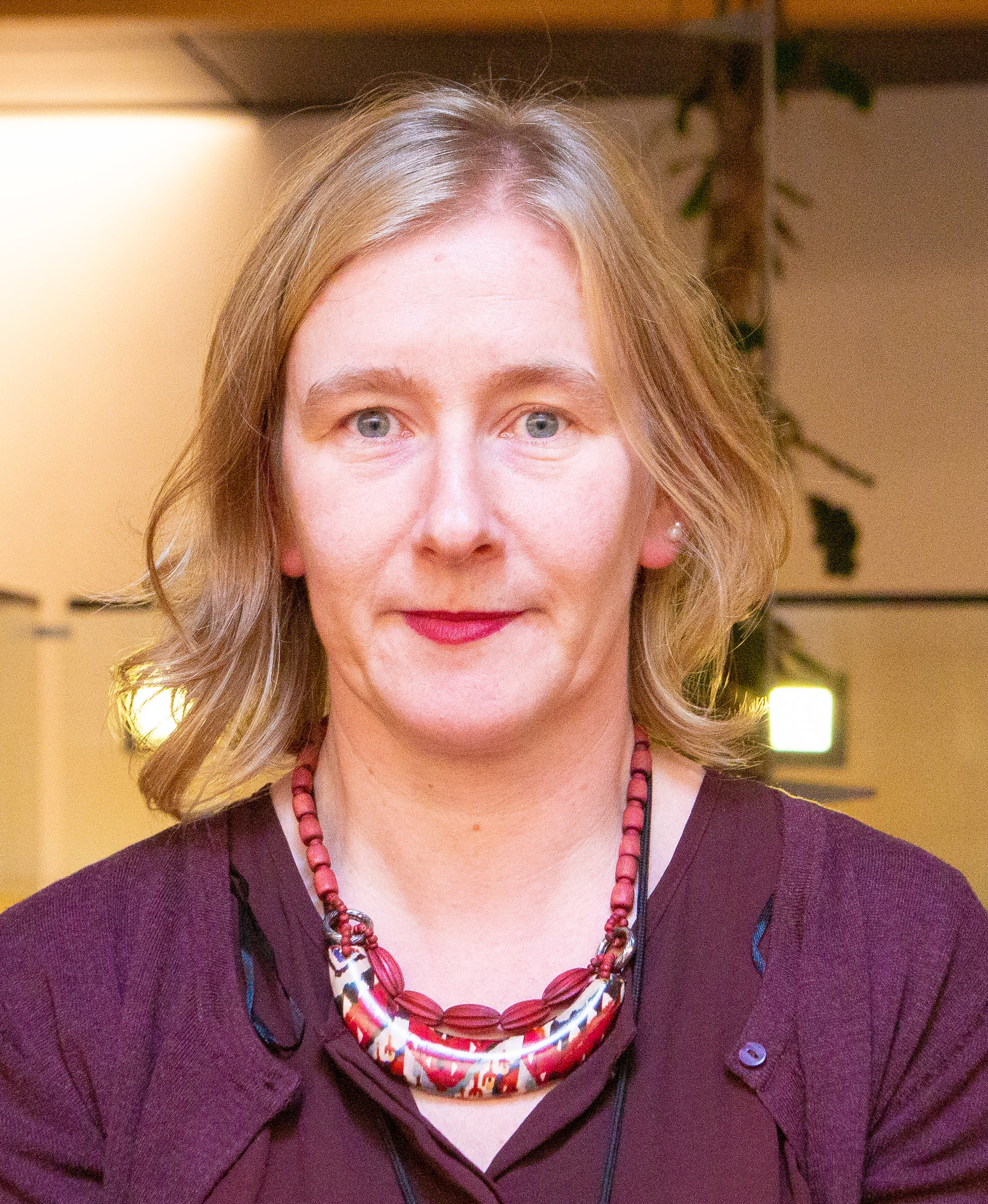
Sandra Brito Pereira (2019)

Sandra Maria de Brito Pereira (* 18. Februar 1977 in Alvoco da Serra) ist eine portugiesische Linguistin und Politikerin (PCP). Seit der Europawahl 2019 ist sie Mitglied des Europäischen Parlaments als Teil der Konföderalen Fraktion der Vereinten Europäischen Linken/Nordische Grüne Linke.

## Leben
Sandra Perreira studierte und promovierte in Linguistik. Nach ihrem akademischen Abschluss forschte sie weiterhin in ihrem Fachbereich und arbeitet seitdem am Zentrum für Linguistik der Universität Lissabon. Parallel wurde sie zur Vorsitzenden des portugiesischen Wissenschafts-Stipendiatenverbandes (Associação de Bolseiros de Investigação Cientifíca) gewählt.
Politisch engagierte und engagierte sich Pereira für die Partei der portugiesischen Kommunisten (PCP). Im Frühjahr 2019 nominierte die Partei sie für den zweiten – und damit als „sicher“ geltenden – Listenplatz, obwohl sie bis dato keinerlei Mandat oder Rolle in der Partei innehatte. Listenplatzerster, João Ferreira, verteidigte die Wahl Pereiras, und hob ihr starkes bürgerliches Engagement hervor. Der bei der Europawahl 2014 zweitplatzierte der PCP, Miguel Viegas, trat nicht erneut an, um für die portugiesischen Parlamentswahlen 2019 antreten zu können.
Die Kommunisten errangen 6,8 Prozent der Stimmen und damit knapp zwei Mandate, sodass Pereira seitdem Mitglied im 9. Europäischen Parlament ist. Pereira schloss sich der Konföderalen Fraktion der Vereinten Europäischen Linken/Nordische Grüne Linke an. Für die Fraktion ist sie Mitglied im Ausschuss für Beschäftigung und soziale Angelegenheiten, dessen stellvertretende Vorsitzende sie ist, sowie im Ausschuss für die Rechte der Frau und die Gleichstellung der Geschlechter. Im Ausschuss für Industrie, Forschung und Energie ist sie stellvertretendes Mitglied.